# Tokyo Fist
Pour plus de détails, voir Fiche technique et Distribution.
Tokyo Fist (Tokyo-Ken) est un film japonais réalisé par Shin'ya Tsukamoto, sorti en 1995.

## Synopsis
Tsuda est un simple homme d'affaires, un peu stressé, un peu fatigué, et dont la vie de couple se limite à quelques séances de télévision à deux... Un peu par hasard, Tsuda va croiser le chemin d'un ami, qu'il n'a pas vu depuis longtemps. Une émulation ainsi qu'une violente concurrence va naître entre les deux hommes, qui vont bientôt partager deux choses : une fascination pour la femme de Tsuda, et la pratique de la boxe comme exutoire à leur vie inerte.

## Fiche technique
- Titre : Tokyo Fist
- Titre original : Tokyo-Ken
- Réalisation : Shin'ya Tsukamoto
- Scénario : Hisashi Saito et Shin'ya Tsukamoto
- Production : Shin'ya Tsukamoto et Kiyo Joo
- Musique : Chū Ishikawa
- Photographie : Shin'ya Tsukamoto
- Montage : Shin'ya Tsukamoto
- Pays d'origine : Japon
- Langue : japonais
- Format : Couleurs - 1,66:1 - Dolby - 35 mm
- Genre : Drame et thriller
- Durée : 87 minutes
- Dates de sortie : 9 septembre 1995 (festival de Toronto), 28 mars 2001 (France)
- Film interdit aux moins de 16 ans lors de sa sortie en France

## Distribution
- Kahori Fujii : Hizuru
- Shin'ya Tsukamoto : Tsuda Yoshiharu
- Kôji Tsukamoto : Kojima Takuji
- Naomasa Musaka : L'entraîneur Hase
- Naoto Takenaka : L'entraîneur Ohizumi
- Koichi Wajima : Le propriétaire de la salle
- Tomorowo Taguchi : Le Maître des tatouages
- Nobu Kanaoka : L'infirmière

## Autour du film
- Sur Tokyo Fist, Shin'ya Tsukamoto est à la fois réalisateur, producteur, directeur artistique, scénariste, directeur de la photographie, monteur et acteur.
- Tokyo Fist est le dernier volet d'une trilogie sur Tokyo, initiée en 1988 avec Tetsuo et poursuivie en 1992 avec Tetsuo II: Body Hammer.
- Le personnage de Kojima est interprété par Kôji Tsukamoto, boxeur professionnel et frère du cinéaste.

## Récompenses
- Nomination au Léopard d'or lors du Festival international du film de Locarno 1995.
- Mention spéciale lors du Festival international du film fantastique de Bruxelles 1996.
- Prix du meilleur acteur débutant (Kôji Tsukamoto) lors des Kinema Junpo Awards 1996.